# Cecco Bonanotte

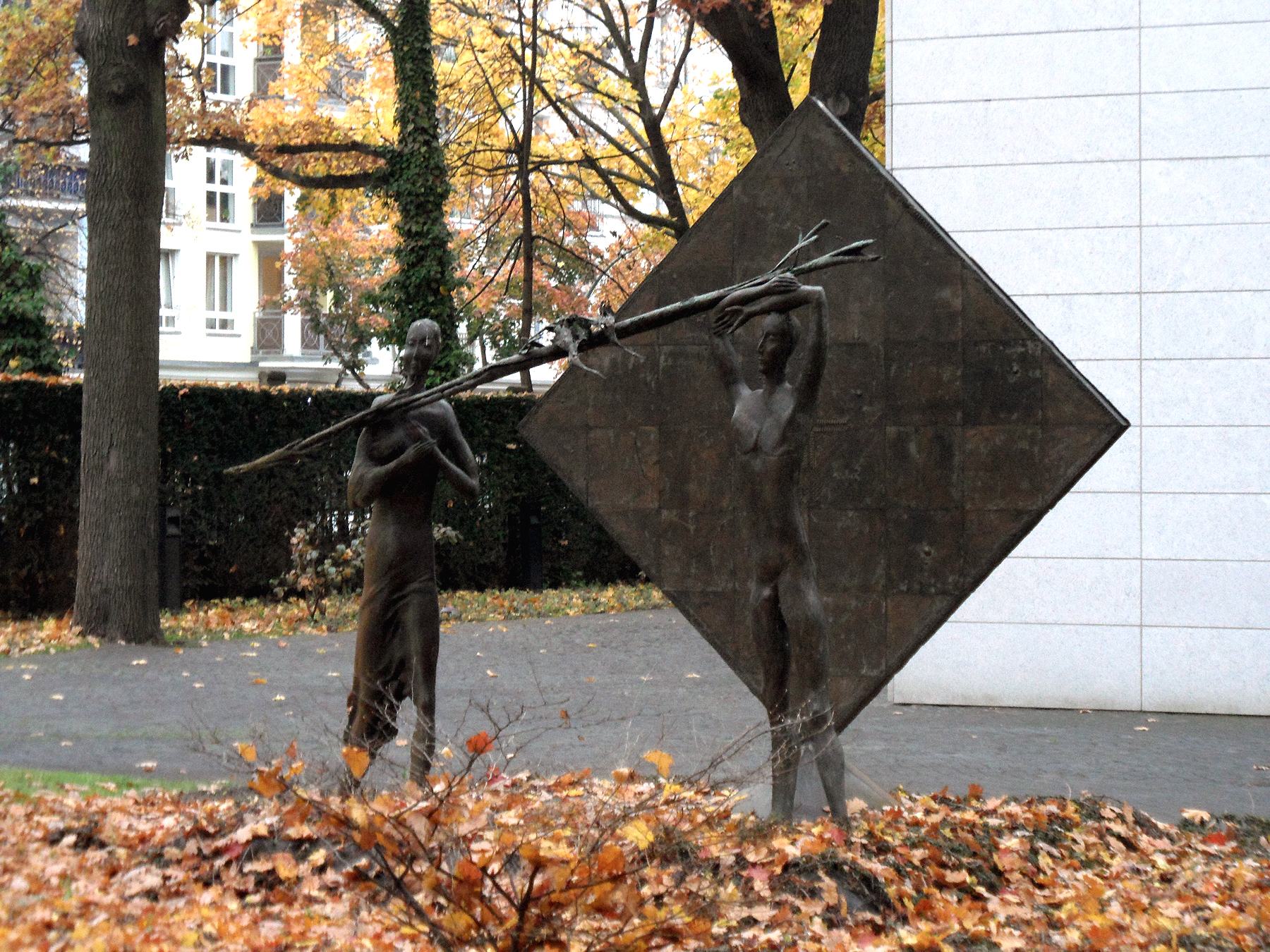
Uomo, Natura (Människa, Natur), Apostoliska nuntiaturen i Berlin

Cecco Bonanotte, född 24 augusti 1942 i Porto Recanati i Italien, är en italiensk skulptör. 
Cecco Bonanottes far var stolmakare med egen verkstad. Han studerade tillsammans med sin bror Raffaele på ortens konstskola och fortsatte vid 16 års ålder med skulpturstudier vid Accademia di Belle Arti i Rom. Vid en stipendievistelse kom han i kontakt med Constantin Brâncușis verk i Rumänien. Efter slutförda studier vid 24 års ålder blev han lärare i formgivning och modellering vid konstakademien i Rom. 
Han hade sin första separatutställning på Galleria Schneider i Rom 1971. 
År 2012 fick han det japanska kulturpriset Praemium Imperiale.

## Offentliga verk i urval
- Scultura polimaterica, brons, 1974, portalskulptur på den nya ingången till Vatikanmuseerna i Rom
- Colloquio, skulptur, 1988, den nya parlamentsbyggnaden i Canberra, Australien
- Staty, 1986, vid Palazzo Madama i Rom
- Uomo, Natura (Människa, Natur), 2001, Apostoliska nuntiaturen i Berlin